# Herrichia acraeoides
Herrichia acraeoides är en fjärilsart som beskrevs av Gray 1832. Herrichia acraeoides ingår i släktet Herrichia och familjen Castniidae. Inga underarter finns listade i Catalogue of Life.